# Archibald Campbell, 1. Baron Blythswood
Archibald Campbell Campbell, 1. Baron Blythswood (geborener Douglas, * 22. Februar 1835 in Florenz, Italien; † 8. Juli 1908 in Blythswood House, Renfrewshire) war ein britischer Adliger, Politiker und Offizier.

## Leben
Er entstammte einer Nebenlinie des Clan Campbell. Sein Urururgroßvater hatte als Erbe seiner Mutter aus der Linie Douglas of Mains des Clan Douglas den Familiennamen Douglas angenommen. Er wurde als Archibald Campbell Douglas geboren und war der älteste Sohn des Archibald Douglas, 17. Laird of Mains (um 1809–1868). 1838 erbte sein Vater 1838 von seinem Verwandten Archibald Campbell, 11. Laird of Blythswood (um 1763–1838) die feudale Baronie Blythswood in Renfrewshire, einschließlich des Anwesens Blythswood House. Er änderte dazu seinen Familiennamen und den seiner Kinder zu „Campbell“ und trat seine feudale Baronie Mains an seinen Bruder ab. 1868 beerbte Archibald Campbell seinen Vater als 13. Laird of Blythswood.
Er diente in der British Army, wurde 1855 im Krimkrieg schwer verwundet, erreichte den Rang eines Lieutenant-Colonel der Scots Fusilier Guards und wurde zum Aide-de-camp für Königin Victoria ernannt. Er war von 1873 bis 1874 als Abgeordneter für Renfrewshire und von 1885 bis 1892 für West Renfrewshire Mitglied des House of Commons. Am 4. Mai 1880 wurde ihm in der Baronetage of the United Kingdom der erbliche Adelstitel Baronet, of Blythswood in the County of Renfrew, verliehen. Von 1885 bis 1892 hatte er das Amt des Großmeisters der schottischen Freimaurer inne. 1888 wurde ihm als Doctor of Law die Ehrendoktorwürde der Universität Glasgow verliehen. Am 24. August 1892 wurde er als Baron Blythswood, of Blythswood in the County of Renfrew, zum erblichen Peer erhoben und dadurch Mitglied des House of Lords. Da seine am 7. Juli 1864 in London geschlossene Ehe mit Hon. Augusta Clementina Carrington (1841–1922), Tochter des Robert Carrington, 2. Baron Carrington, kinderlos geblieben war, erfolgte die Verleihung des Baronie mit dem besonderen Zusatz, dass diese in Ermangelung eigener männlicher Nachkommen auch an seine fünf Brüder und deren männliche Nachkommen vererbbar sei. Von 1896 bis 1897 war er Vorsitzender der Highland and Agricultural Society und von 1904 bis 1908 Lord Lieutenant von Renfrewshire.
Als er 1908 kinderlos starb, erlosch seine Baronetcy und die Baronie fiel an seinen Bruder Rev. Sholto Douglas-Campbell.